# Günter Faltin
Günter Faltin,  (Bamberg, Alemania, 25 de noviembre de 1944) es un profesor de universidad alemán, fundador de la Teekampagne.   

## Biografía
Günter Faltin estudió economía en San Galo (Suiza) y Tubinga (Alemania) de 1964 a 1968, e hizo su doctorado en la Universidad de Constanza (1969-1972). En 1977, fue nombrado profesor en la Universidad Libre de Berlín, donde creó la sección “Entrepreneurship” (empresariado). 
Obtuvo por el DAAD (oficina alemana de intercambios universitarios) un puesto de profesor visitante para varios años en Asia, y dio conferencias en los Estados Unidos, en Canadá, en México, en Brasil, en el Japón, en Rusia, en Ucrania, en Corea del Sur y en India. De 1984 a 1988, Faltin fue vicepresidente de la Deutsche Aktiongemeinschaft für Bildung-Erfindung-Innovation (DABEI) en Berlín. En 1999, fundó el laboratorio para el empresariado (das Labor für Entrepreneurship) en la Universidad Libre de Berlín, que ha sido adoptado por el campus de innovación de Wolfsburgo en 2000. De 2000 a 2003, fue experto del proyecto “Entrepreneurship in Education and Training in Russia, Ukraine and Brazil” de la institución europea “European Training Foundation”.
En 1985, fundó la empresa Projektwerkstatt GmbH y lanzó la "Teekampagne", que desde hace 1995, según el Tea Board of India, fue el primer importador de té Darjeeling en el mundo. Desde hace 1992, Faltin es iniciador y patrocinador del proyecto de repoblación forestal de la región de Darjeeling S.E.R.V.E. organizado en sitio por el WWF India. Desde hace 1995 es miembro fundador del instituto de los creadores de empresas (Existenzgründer-Institut e. V.). Es business angel y entrenador de diversas startup, como por ejemplo “RatioDrink AG” (desde hace 2006), “direktzu GmbH” (conocido por “Direkt zur Kanzlerin”) e iniciador de la CO2 Kampagne del Projektwerkstatt. En 2001, creó la fundación para el empresariado (Stiftung für Entrepreneurship).           

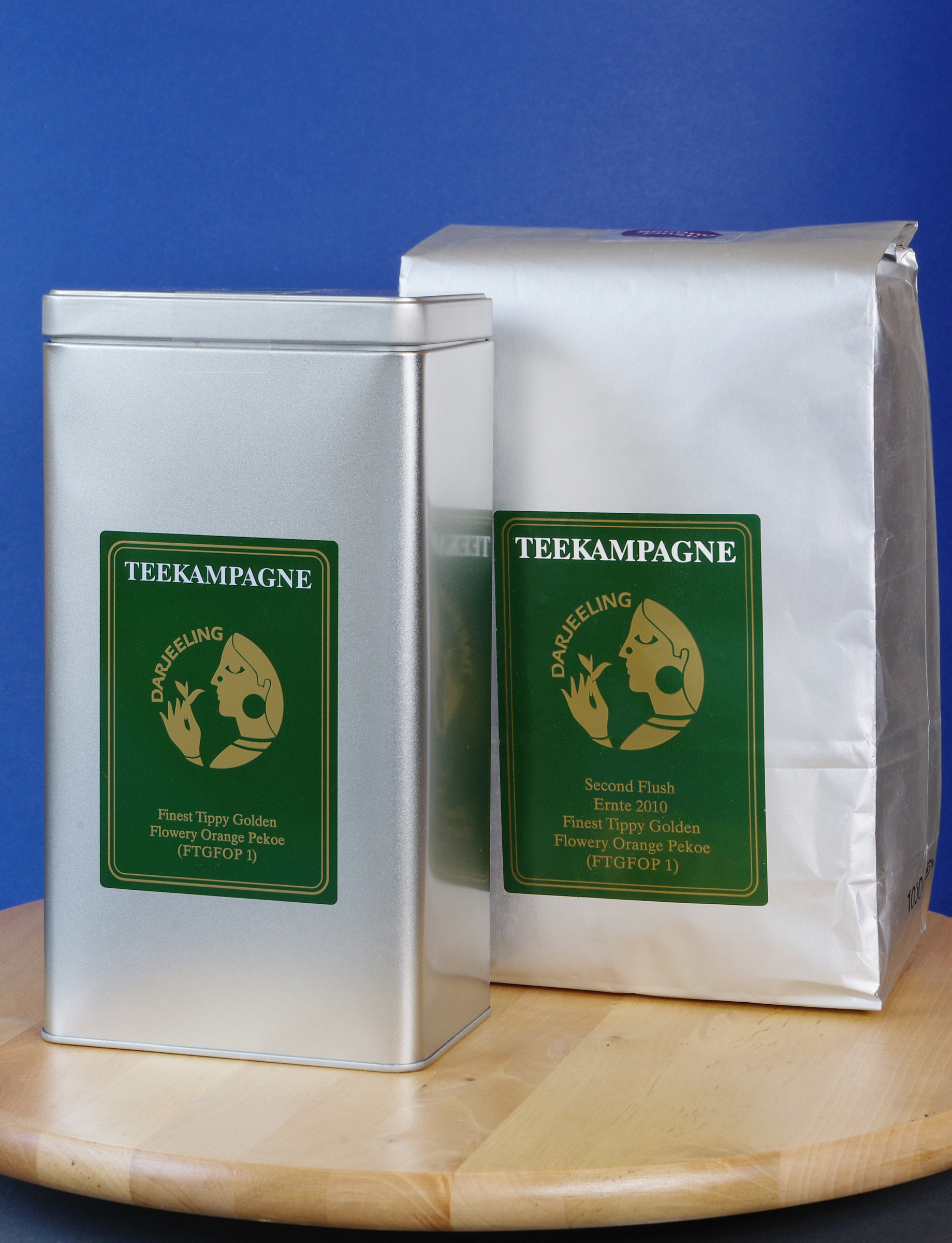
Té de la Teekampagne

## Teoría
La teoría de Faltin se basa sobre la idea que el empresariado debería ser hoy accesible a todos. Al contrario de la administración de negocios, el empresariado es un enfoque creativo. En la sociedad postindustrial, un concepto (entrepreneurial design) bien elaborado es más determinante del éxito de una creación de empresa que un aporte de capital importante. Además es posible crear su empresa a partir de elementos ya existentes que pueden ser combinados de otra manera. La estandardización mundial de las competencias y de los rendimientos permitiría al emprendedor medirse con los mejores.

## Premios
- 1997: Award de la Price-Babson-Foundation, Boston, « For Bringing Entrepreneurial Vitality to Academe »
- 2007: Vision Award für Lebensunternehmer (Vision Award para los emprendedores de su vida)
- 2009: Deutscher Gründerpreis: precio especial para la  «Teekampagne»
- 2010: Verdienstorden der Bundesrepublik Deutschland: Orden del Mérito de la República Federal Alemana

## Publicaciones
- Bildung und Einkommenserzielung: Das Defizit: Unternehmerische Qualifikationen. In: Axt/Karcher/Schleich: Ausbildungs-oder Beschäftigungskrise in der Dritten Welt? Frankfurt/M (1987)
- The University and Entrepreneurship In: Education in Transition. Wiesbaden (1992)
- Reichtum von unten, (G. Faltin und J. Zimmer , Berlin 2. Auflage 1996). Griechische Ausgabe 2004
- Das Netz weiter werfen - Für eine neue Kultur unternehmerischen Handelns In: Faltin/Ripsas/Zimmer (Hrsg.) "Entrepreneurship. Wie aus Ideen Unternehmen werden". München (1998)
- Competencies for Innovative Entrepreneurship, In Adult Learning and the Future of Work, Unesco Institute for Education, Hamburg,(1999)
- Creating a Culture of Innovative Entrepreneurship In: Journal of International Business and Economy, Volume 2, Number 1, (2001)
- Für eine Kultur des Unternehmerischen – Entrepreneurship als Qualifikation der Zukunft In: Leistung – Lust & Last Bucher/Lauermann/Walcher (Hrsg.). Wien (2005)
- Erfolgreich gründen. Der Unternehmer als Künstler und Komponist. DIHK, Berlín (2007)
- Kopf schlägt Kapital. Die ganz andere Art, ein Unternehmen zu gründen. Von der Lust, ein Entrepreneur zu sein. Carl Hanser Verlag, München, 2008
- Entrepreneurship als innovativer Prozess – von Anfangsideen, konzept-kreativen Gründern und der Entrepreneurial Society In: Peter Drucker - der Mann, der das Management geprägt hat: Erinnerungen und Ausblick zum 100. Geburtstag; Hermann Doppler, Markus Eurich, Günter Faltin, et al., Winfried W. Weber (Herausgeber); Sordon Verlag, 2009

## Audiolibro
• Kopf schlägt Kapital. Die ganz andere Art, ein Unternehmen zu gründen. Von der Lust, ein Entrepreneur zu sein. Carl Hanser Verlag, München. Gesprochen von Stephan Reimertz 2009. ISBN 978-3-00-030009-7